# Туберкулёз лёгких
Туберкулёз лёгких (или чахотка, от «чахнуть») является местным проявлением общего инфекционного заболевания, возникающего вследствие заражения микобактериями туберкулёза. Поражение лёгких проявляется в различных формах, зависящих от свойств возбудителя, иммунобиологического состояния организма, путей распространения инфекции и других факторов.

## Первичный и вторичный туберкулёз лёгких
Туберкулёз лёгких может быть первичным и вторичным. Первичный туберкулёз лёгких, возбудителем которого в 90% случаях является бактерицидная среда палочки Коха, развивается после первичного заражения (обычно в раннем возрасте). В этот период имеется склонность к гиперергическим реакциям, возникновению параспецифических изменений, лимфогенному и гематогенному распространению процесса с частым поражением лимфатических узлов, плевры и возникновению туберкулёзных изменений в различных органах. В подавляющем большинстве случаев с первичным туберкулёзом организм человека справляется самостоятельно без специального лечения. После этого, однако, остаются следы перенесённого заболевания — петрификаты, в которых остаются жизнеспособные микобактерии туберкулёза.
Вторичный туберкулёз обычно развивается в результате обострения первичных очагов. Но иногда может быть следствием вторичного заражения после излечения от первичного туберкулёза, так как иммунитет при туберкулёзе имеет нестабильный характер. Для вторичного туберкулёза характерно лимфо- и бронхогенное распространение.

## Формы туберкулёза лёгких
Туберкулёз лёгких может принимать различные формы:
- первичный туберкулёзный комплекс (очаг туберкулёзной пневмонии + лимфангит, лимфаденит средостения)
- туберкулёзный бронхоаденит, изолированный лимфаденит внутригрудных лимфатических узлов.

### Острый милиарный туберкулёз
Эта форма может развиваться как при первичном заражении, так и во вторичной фазе. Является мелкоочаговой гематогенной генерализацией туберкулёза в результате прорыва инфекции из очага в кровяное русло, наблюдается кровохарканье. .

### Подострый диссеминированный туберкулёз лёгких
Является формой вторичного туберкулеза легких. В отличие от милиарного туберкулеза имеет преимущественно лимфогенный характер диссеминации, образуя перибронхиально "муфты". Ренгенологически данная форма описана синдромом "снежной бури". 

### Очаговый туберкулёз лёгких
Как правило является вторичным. Характеризуется наличием групп очагов размером от нескольких миллиметров до сантиметра, чаще в одном легком.

### Инфильтративно-пневмонический туберкулёз лёгких
Эта форма является обострением очаговых изменений при вторичном туберкулёзе.

### Туберкулома лёгких
Туберкулома (лат. tuberculum — бугорок, -ωμα от ὄγκωμα — опухоль), или казеома лёгких — своеобразная форма туберкулёза лёгких, на рентгеновском снимке имеющая сходство с опухолью, отсюда и её название.

### Казеозная пневмония
Казеозная пневмония является тяжёлой формой туберкулёза, она может развиваться как при первичном заражении, так и во вторичном туберкулёзе. Характеризуется быстрым казеозным некрозом сливающихся участков специфической пневмонии со склонностью к расплавлению и образованию каверн. Для этого пациента отправляют на флюорографию. 

### Кавернозный туберкулёз лёгких
Развивается в тех случаях, когда прогрессирование других форм (первичный комплекс, очаговый, инфильтративный, гематогенный диссеминированный туберкулёз) приводит к формированию каверны, т. е. стойкой полости распада лёгочной ткани.

### Фиброзно-кавернозный туберкулёз лёгких
«Лёгочная чахотка» — является конечным этапом прогрессирующего развития других форм туберкулёза лёгких. Характеризуется наличием каверны или каверн с выраженной фиброзной капсулой, фиброзными изменениями в лёгочной ткани и наличием полиморфных бронхогенных метастазов различной давности.

### Туберкулёзный плеврит
Туберкулёзные плевриты делят на сухие и экссудативные. По характеру плеврального выпота экссудативные плевриты могут быть серозными и гнойными.
Плеврит, как правило, является осложнением туберкулёза лёгких. Переход туберкулёзного процесса на плевру возможен контактным, лимфогенным и гематогенным путём.

### Цирротический туберкулёз
Разрушение лёгкого туберкулёзной этиологии. Это конечный этап развития туберкулёза лёгких. Разрушенное лёгкое — это цирротический или кавернозно-цирротический процесс, возникший как следствие гипервентиляции лёгкого в сочетании с туберкулёзными и нетуберкулёзными воспалительными изменениями или в результате тотального поражения лёгкого туберкулёзом с вторичным фиброзом.

### Другие формы
Туберкулёз плевры, туберкулёз гортани, трахеи встречаются редко.

### Диагностика лёгочной формы туберкулёза
Обычно диагностика лёгочной формы туберкулёза основана на анализе мокроты. К минусам этого метода можно отнести сложности со сбором достаточного количества материала, затруднения в выявлении микобактерий из-за густоты слизи. Кроме того, пациент при сборе мокроты должен кашлять, что увеличивает риск для медицинских работников. Эти недостатки позволил преодолеть  простой и эффективный метод диагностики лёгочных форм туберкулёза на основе материала мазка из ротовой полости. Метод основан на том, что ДНК микобактерий может захватываться клетками эпителия ротовой полости и затем выявляться при помощи цепной полимеразной реакции (ПЦР) в мазках из ротовой полости.